# Mariusz Stasiołek
Mariusz Paweł Stasiołek (ur. 17 grudnia 1973) – polski lekarz neurolog, wykładowca Uniwersytetu Medycznego w Łodzi.

## Życiorys
Mariusz Stasiołek zdał maturę w II Liceum Ogólnokształcącym im. Stefana Żeromskiego w Tomaszowie Mazowieckim. W okresie szkolnym był stypendystą Krajowego Funduszu na rzecz Dzieci. W 1998 ukończył studia medyczne na Wydziale Lekarskim Akademii Medycznej w Łodzi. Po odbyciu studiów doktoranckich w tamtejszej Klinice Neurologii w 2002 uzyskał stopień doktora nauk medycznych, specjalność neurologia, na podstawie napisanej pod kierunkiem Krzysztofa Selmaja dysertacji Rola komórek dendrytycznych w regulacji odpowiedzi immunologicznej w stwardnieniu rozsianym. W 2007 zrobił specjalizację w neurologii. W 2011 w Instytucie „Centrum Zdrowia Matki Polki” otrzymał stopień doktora habilitowanego nauk medycznych w dyscyplinie medycyna, specjalność neurologia, przedstawiwszy osiągnięcie naukowe Znaczenie wybranych populacji komórek immunologicznych w leczeniu zaostrzeń stwardnienia rozsianego z zastosowaniem plazmaferezy. W 2021 został wyróżniony tytułem profesorem nauk medycznych i nauk o zdrowiu.
W latach 2008–2010 pracował w Klinice Neurologii Uniwersytetu Ruhry w Bochum. W 2010 podjął pracę zawodową i naukową w Instytucie „Centrum Zdrowia Matki Polki” (ICZMP) w Łodzi. W 2014 awansował na stanowisko kierownika Kliniki Neurologii ICZMP, objął także obowiązki sekretarza naukowego Instytutu. W 2017 został kierownikiem Kliniki Neurologii Uniwersytetu Medycznego w Łodzi oraz kierownikiem Oddziału Klinicznego Neurologii USK nr 1 w Łodzi, a w 2020 kierownikiem Katedry Neurologii UM w Łodzi.
Członek Polskiego Towarzystwa Neurologicznego i Polskiego Towarzystwa Neurologów Dziecięcych oraz Komitetu Nauk Neurologicznych PAN (od 2020). Pełnił funkcję członka Komitetu Ewaluacji Jednostek Naukowych przy Ministerstwie Nauki i Szkolnictwa Wyższego (2017–2019). W 2015 został członkiem Rady Naukowej Instytutu „Pomnik Centrum Zdrowia Dziecka” w Warszawie.
Jego zainteresowania naukowo-zawodowe obejmują takie zagadnienia jak: diagnostyka różnicowa i terapia chorób demielinizacyjnych ośrodkowego układu nerwowego (np. stwardnienie rozsiane, choroby spektrum NMO); zaburzenia układu nerwowego występujące w przebiegu chorób reumatologicznych, endokrynologicznych i innych; choroby układu pozapiramidowego (np. choroba Parkinsona), bóle głowy (w tym migrena), zawroty głowy, zaburzenia pamięci/otępienie, bóle kręgosłupa, padaczka, choroby obwodowego układu nerwowego (m.in. neuropatie, polineuropatie), choroby mięśni.